# Gryllomorphinae
Sous-famille
Les Gryllomorphinae sont une sous-famille d'insectes orthoptères de la famille des gryllidés.
Elle forme un groupe avec les Gryllinae Laicharting 1781, les Gryllomiminae Gorochov 1986, les Itarinae Chopard 1932, les Landrevinae Gorochov 1982, les Sclerogryllinae Gorochov 1985 et les †Gryllospeculinae Gorochov 1985.
Les genres Acroneuroptila, Discoptila, Gryllomorpha, Hymenoptila et Petaloptila se rencontrent en Europe.

## Liste des tribus et genres
Selon Orthoptera Species File (26 mars 2010) :
tribu des Eurygryllodini Gorochov, 1990
- Eurygryllodes Chopard, 1951
- Maluagryllus Otte, 1994

tribu des Gryllomorphini Saussure, 1877
- Acroneuroptila Baccetti, 1959
- Eugryllodes Chopard, 1927
- Gryllomorpha Fieber, 1853
- Neogryllodes Otte, 1994

tribu des Petaloptilini Gorochov, 1984
- Discoptila Pantel, 1890
- Glandulosa Harz, 1979
- Hymenoptila Chopard, 1943
- Ovaliptila Gorochov, 2006
- Petaloptila Pantel, 1890

## Référence
- Saussure, 1877 : Mélanges Orthoptérologiques. Fasc. V. Gryllides. Mémoires de la Société de Physique et d'Histoire Naturelle de Genève, vol. 25, n. 1, p. 1-352.